# ČD-Baureihe 854
Die ČD-Baureihe 854 ist ein vierachsiger Dieseltriebwagen der Tschechischen Bahnen (ČD) für den Schnell- und Eilzugverkehr auf den nichtelektrifizierten Hauptstrecken in Tschechien. Sie entstanden im Rahmen eines Rekonstruktionsprogrammes aus Fahrzeugen der Baureihen 852 (vormals Baureihe M 296.2) und 853 (vormals Baureihe M 296.1).

## Geschichte
Die überalterte Maschinenanlage machte eine Erneuerung der Fahrzeuge unumgänglich. 1997 wurde von der Firma PARS in Šumperk der Wagen 853.030 der ČD umgebaut. Nach der Rekonstruktion erhielt das Fahrzeug die Bezeichnung 854.030 und wurde bei der MSV in Brno stationiert. 50 Fahrzeuge wurden im Zeitraum von 1997 bis 2006 umgebaut.
Die Rekonstruktion umfasste die Erneuerung der Maschinenanlage mit Motor und Getriebe, den Fahrgastraum und die Elektrik des Fahrzeuges. Sie erhielten einen neuen Caterpillar-Motor 3412 E DI-TA, der bessere ökologische und Verbrauchswerte besitzt sowie zuverlässiger arbeitet als der bisherige KS 12 V 170 DR. Als Getriebe erhielt der Wagen den Typ H 750 M von ČKD.
Obwohl bei der Rekonstruktion die Inneneinrichtung komplett demontiert wurde, blieben der Grundriss und der Fahrzeugaufbau der Reihen 852 und 853 erhalten. Geändert wurde die Bestuhlung des Fahrzeuges nach dem Muster der Neubautriebwagen 843. Außerdem hat der Triebwagen nach der Rekonstruktion eine automatische Türschließeinrichtung und eine Anzeige für Bedarfshalte erhalten. Die Motorsteuerung wird über eine Mikroprozessorsteuerung als automatisierte Regelung der Geschwindigkeit realisiert. Ebenfalls elektrisch gesteuert ist die Bremse nach dem System DAKO.

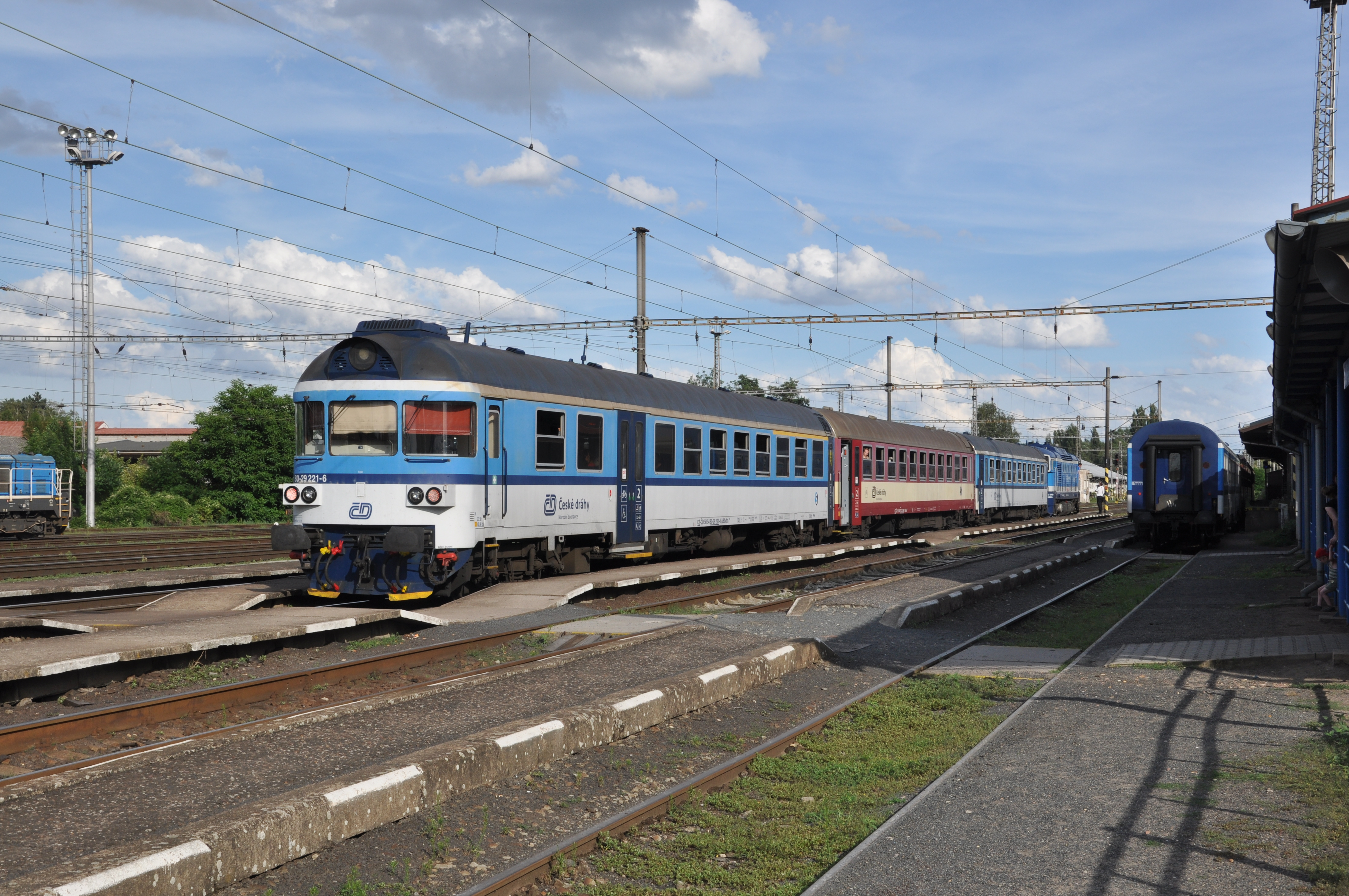
Steuerwagen im Najbrt-Design, hier im Einsatz als Wendezug mit einer Diesellokomotive der ČD-Baureihe 750.7 (Mělník; 2024)

Die rekonstruierten Triebwagen der Reihe 854 waren für den Personen-. Eil- und Schnellzugdienst auf den nichtelektrifizierten Strecken der ČD vorgesehen. Sie führten den Betrieb besonders mit beigefügten Wagen der Reihe 053 aus. Es wurden auch einige Wagen zu Steuerwagen der Bauart Bfbrdtn794 (bis 1. Januar 2009 954.0) oder ABfbrdtn795 (bis 1. Januar 2009 954.2) umgebaut, die allerdings im Unterschied zu den Triebwagen nur einen Führerstand besitzen.
Die Fahrzeuge besitzen jetzt bessere Traktionseigenschaften, wesentlich erhöht wurden Reisekultur und Arbeitsbedingungen für den Lokführer.
Zwischenzeitlich werden Verkehrsleistungen nach öffentlichen Ausschreibungen an Privatbahnen wie Arriva mit der hochflurigen und leistungsschwächeren DB-Baureihe 628 (in Tschechien Baureihe 845) vergeben, dadurch verlor die Tschechische Bahn zahlreiche Einsatzgebiete der Baureihe 854 auf Hauptstrecken. Auf der anderen Seite fordern die den öffentlichen Nahverkehr finanzierenden Gemeinden zunehmend Fahrzeuge mit Niederflureinstieg. In diesem Fall wird die Baureihe 854 durch neue Triebzüge wie der ČD-Baureihe 844 (Regioshark) und ČD-Baureihe 847 ersetzt. Auf anderen Strecken übernimmt wiederum die konstruktiv jüngere ČD-Baureihe 842 den Personenverkehr. Eine Nachrüstung von ETCS in die Baureihe 854 ist nicht mehr vorgesehen. Auch im Februar 2025 sind die Fahrzeuge noch in öffentlichen Diensten zu erleben. Die bekannteste Verbindung ist der Einsatz auf der Bahnstrecke Praha–Turnov und die Einsätze um Mělník und Letohrad.

## Nummerierung
Beim Umbau erhielten die Fahrzeuge teilweise Namen. Die ehemaligen Triebwagen der Serie 853 erhielten nur die neue Baureihenbezeichnung 854 und behielten ihre ehemalige Ordnungsnummer. Sie besitzen zwei Führerstände, wovon einer mit einer Übergangseinrichtung versehen ist (Beispiel: 854 012 Zuzka). Die ehemaligen 852er bekamen zur neuen Baureihennummer eine um 200 erhöhte Ordnungsnummer (Beispiel: 854 209 Gábinka).

## Galerie

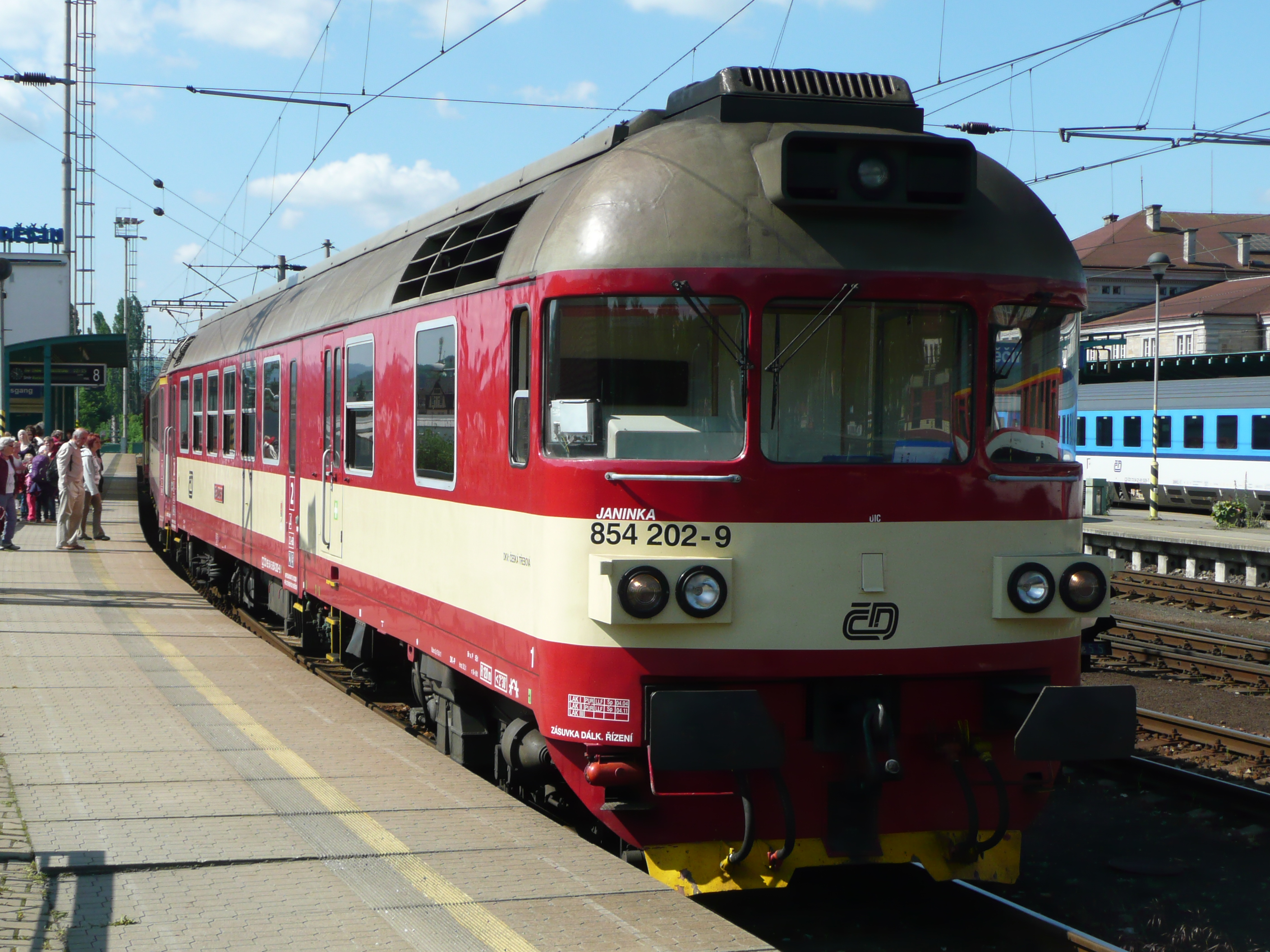
854.202 2014 im Bahnhof Decin h.l.n.
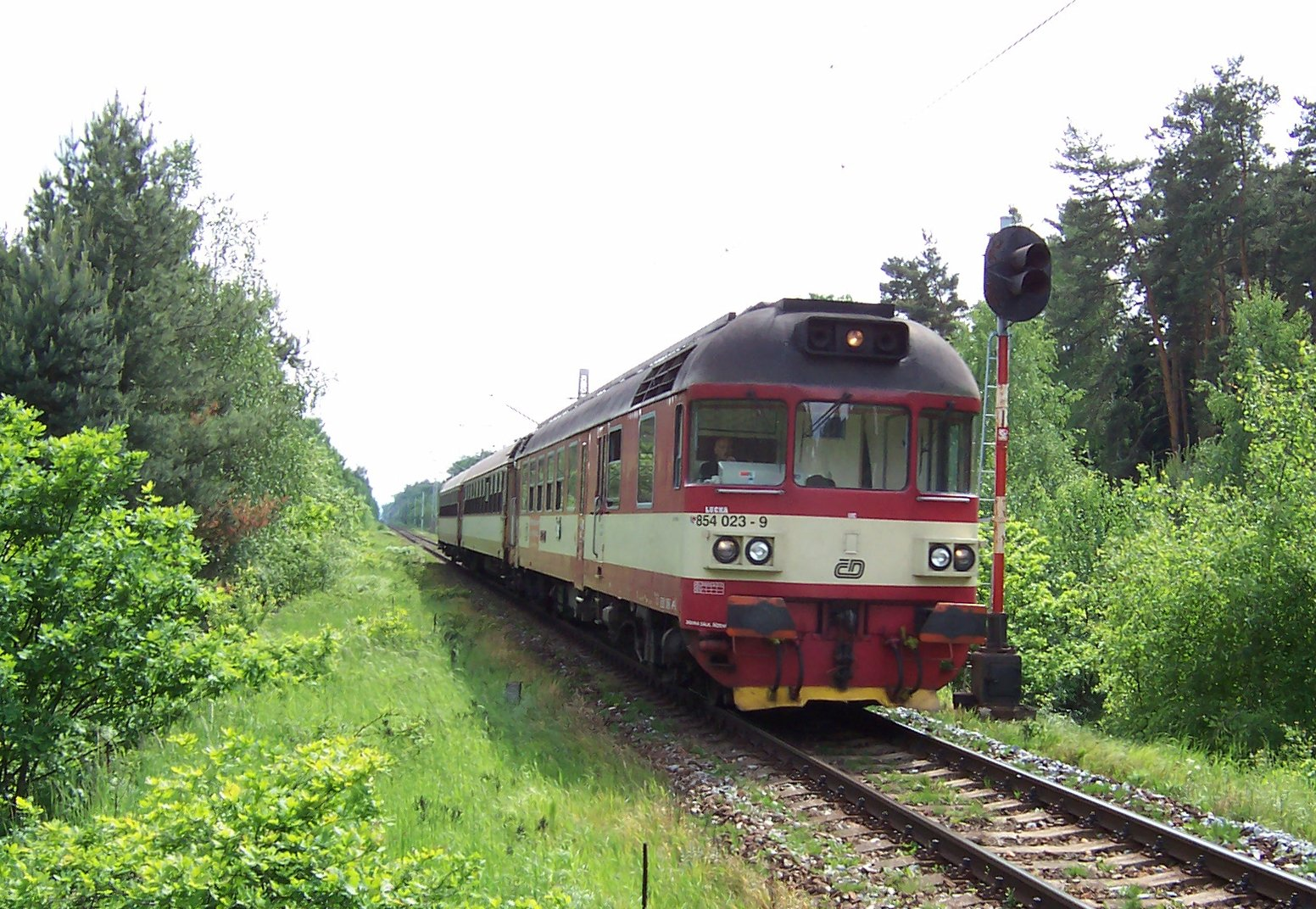
854.023 mit Schnellzug bei Čeperka
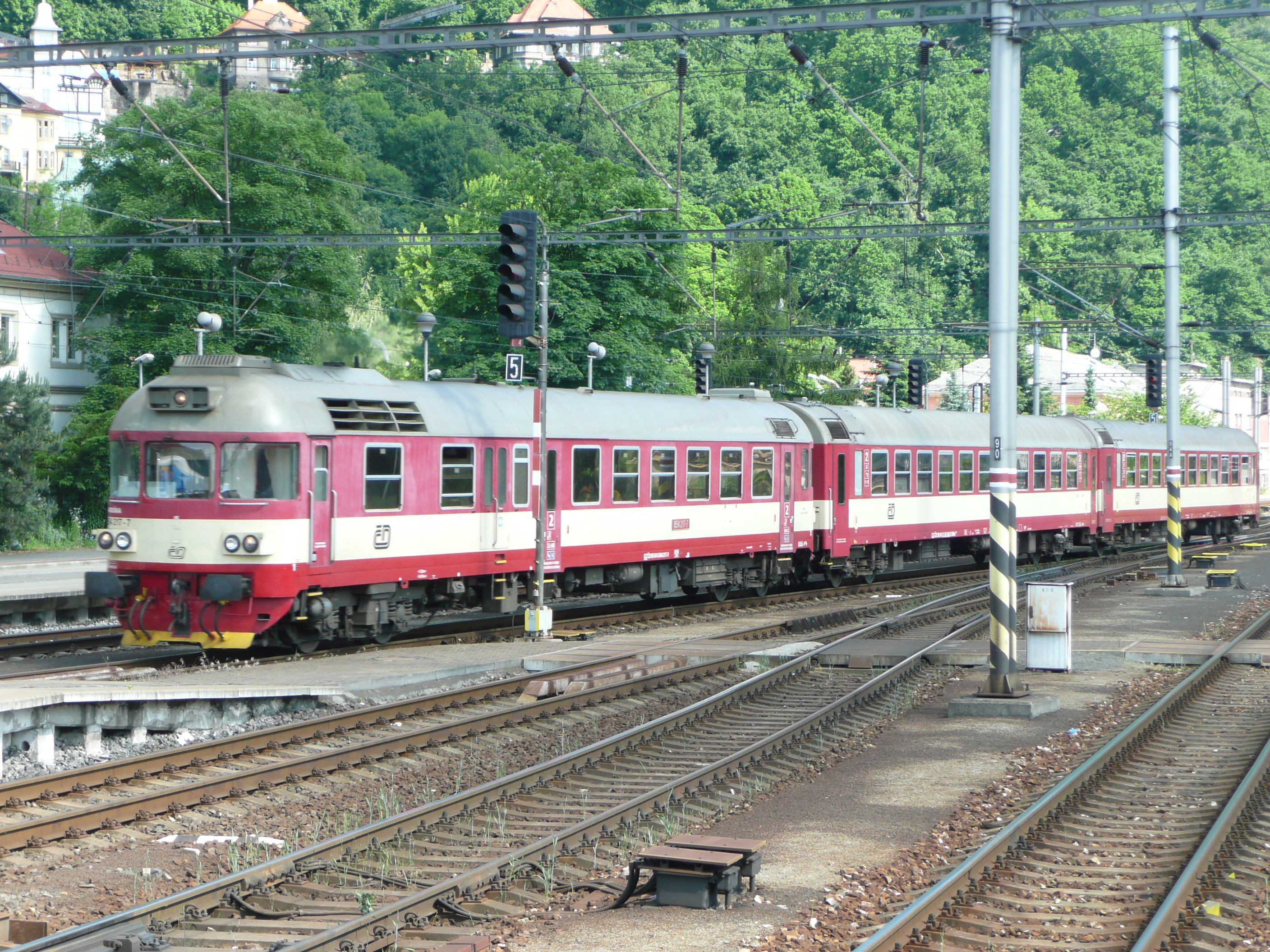
854.217 vor dem Schnellzug Liberec–Ústí nad Labem 2014 im Bahnhof Decin h.l.n.
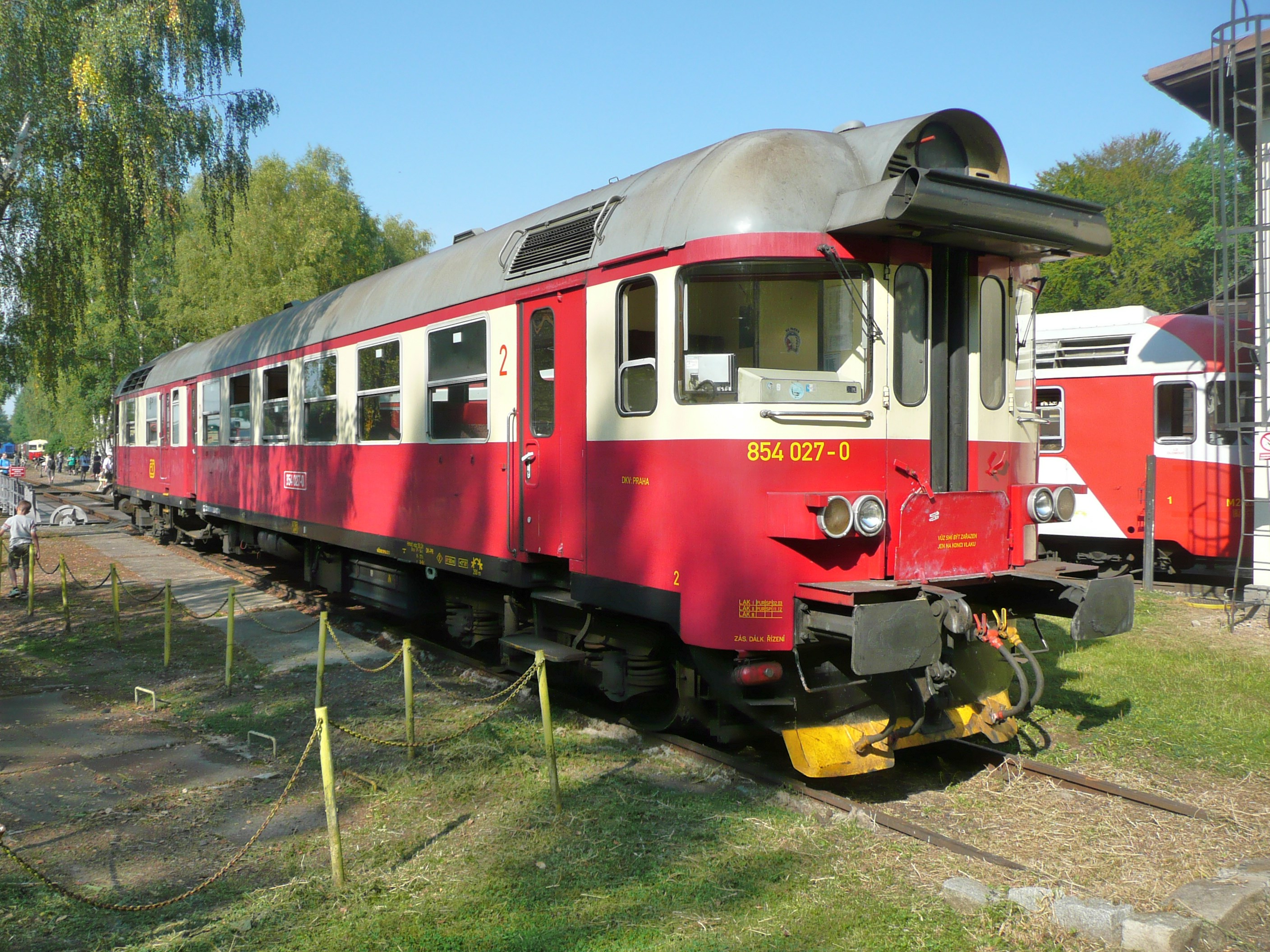
854 027 in Originallackierung, Rückseite im Jahr 2016
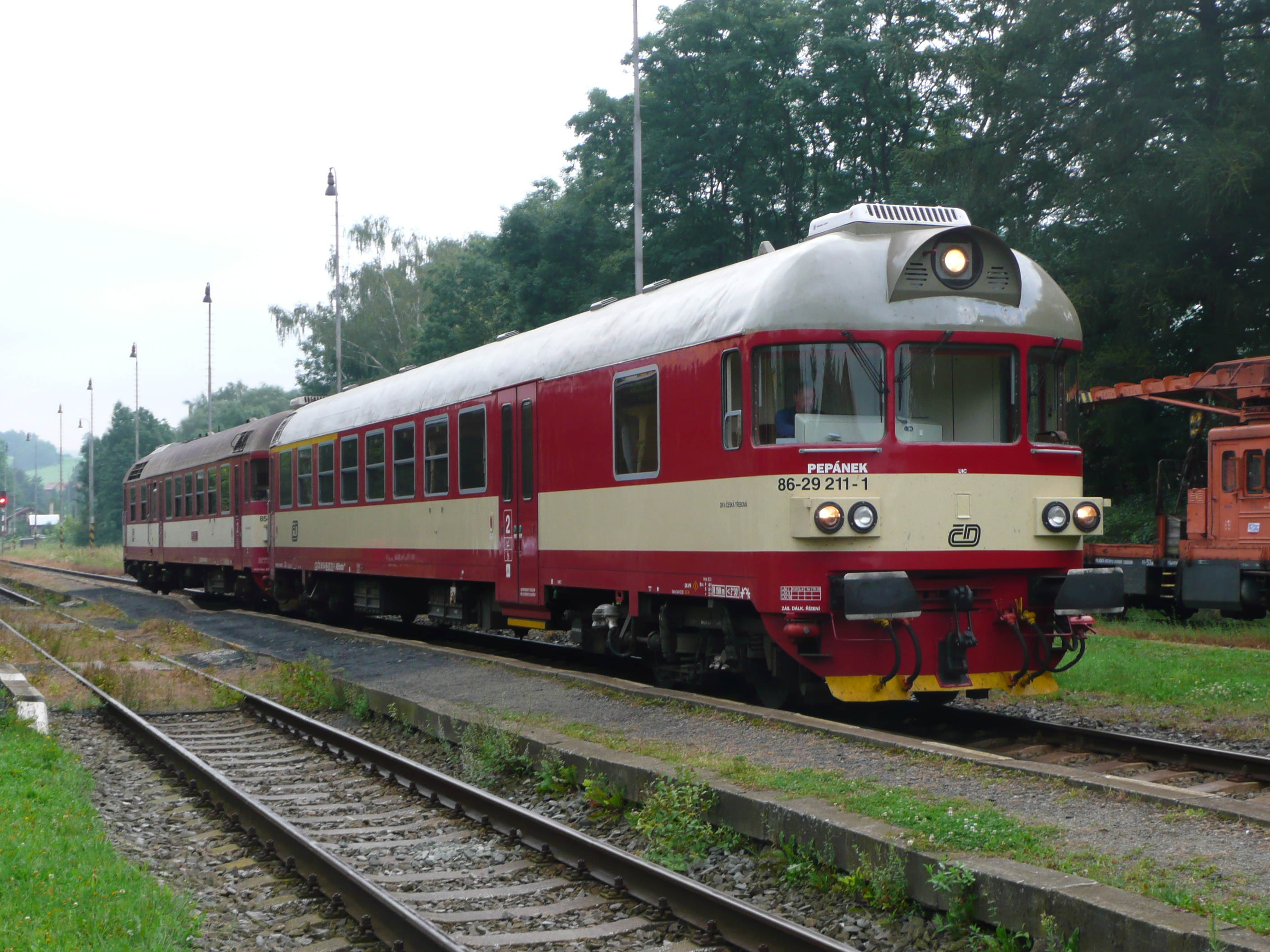
Steuerwagen der Reihe 854 in Česká Kamenice
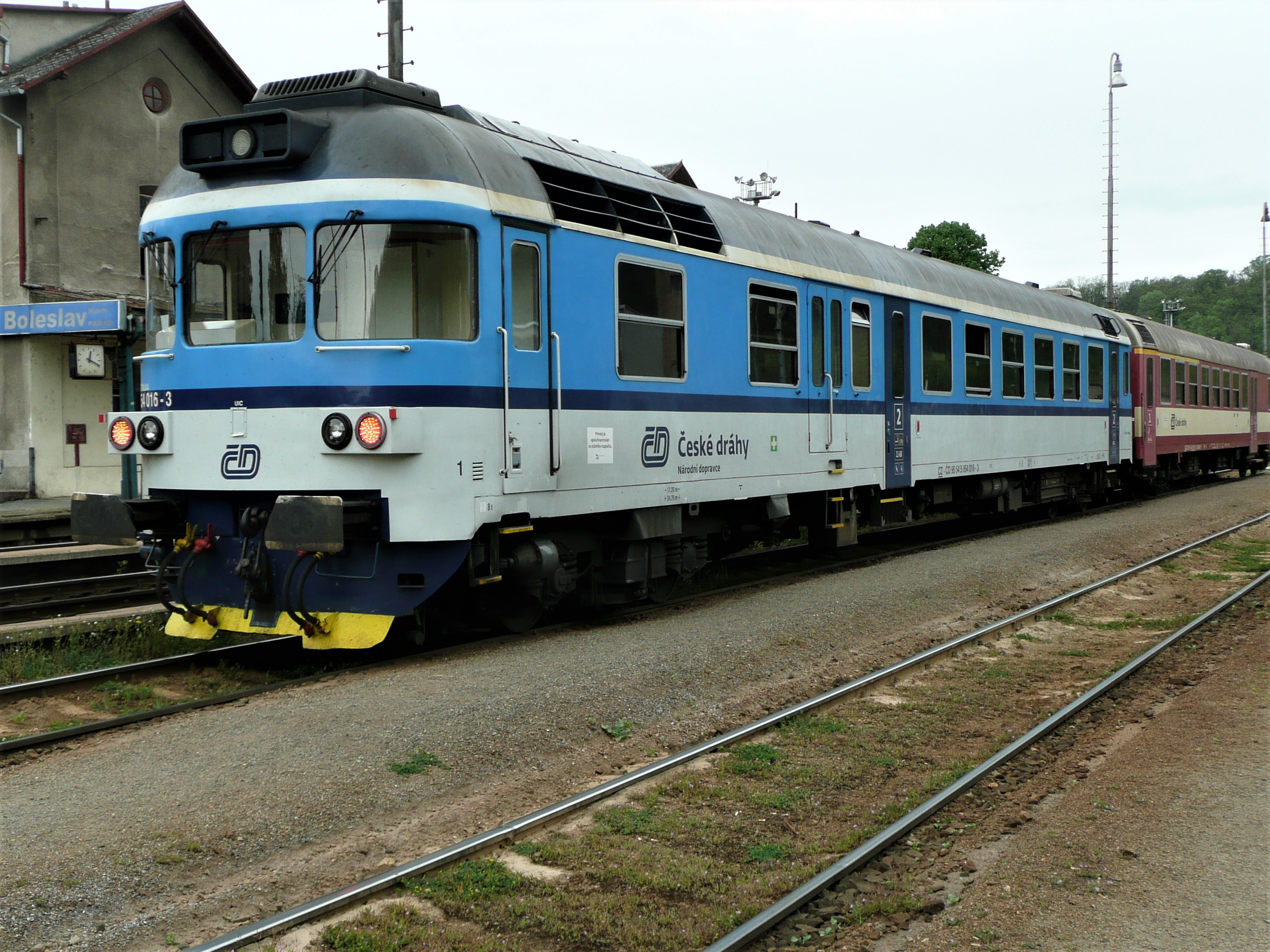
854.016 im Najbrt Design im Bahnhof Mladá Boleslav 2018
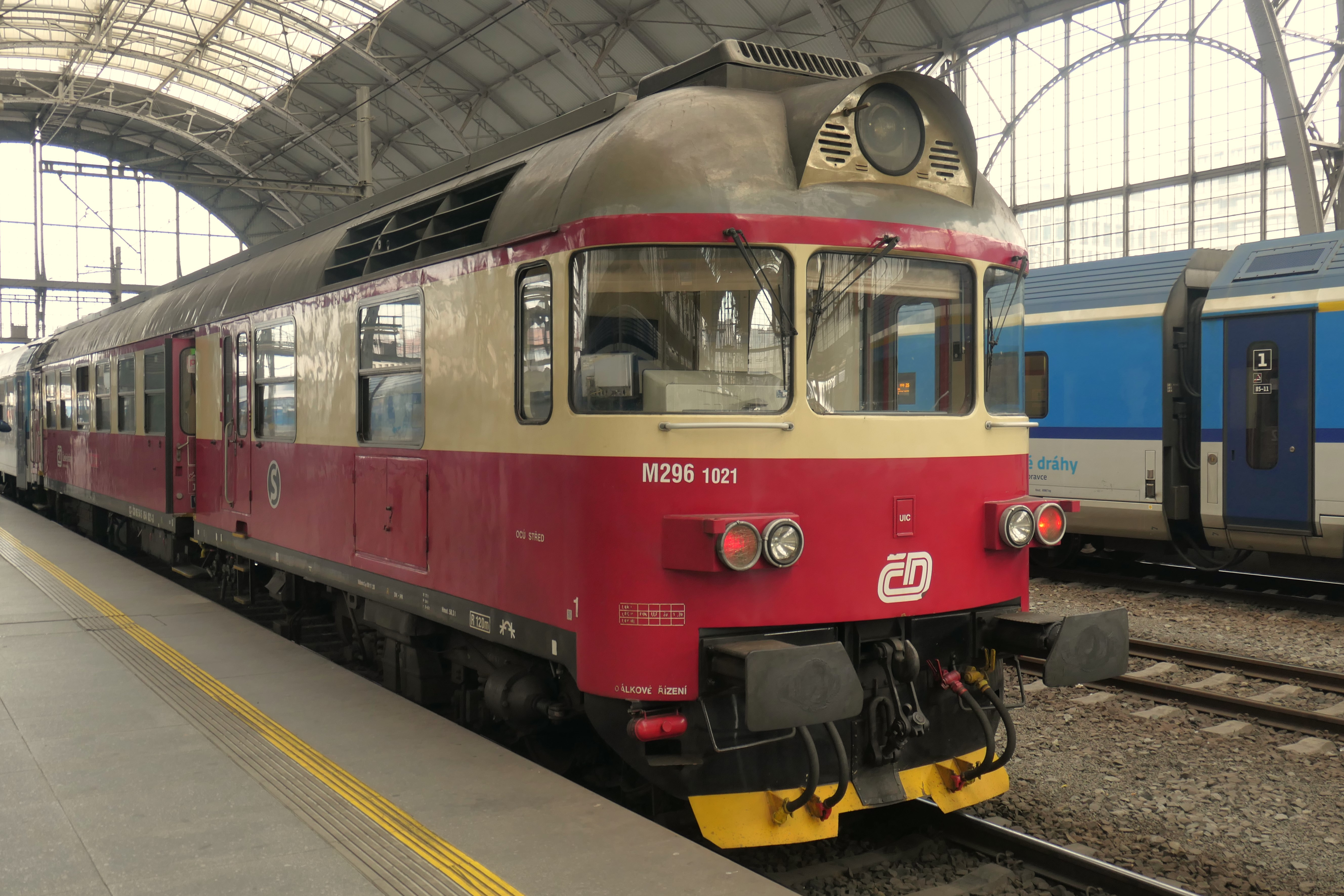
Museumstriebwagen 854 021 im Februar 2025 in Praha hlavní nádraží